# Wasteland (film, 2012)
Pour les articles homonymes, voir Wasteland.
Pour plus de détails, voir Fiche technique et Distribution.
Wasteland est un vidéofilm érotique américain écrit et réalisé par Graham Travis sorti en 2012. 

## Fiche technique
- Titre : Wasteland
- Réalisation : Graham Travis
- Scénario : Graham Travis
- Musique :
- Montage : Graham Travis
- Production : Patrick Collins (en)
- Société(s) de production : Elegant Angel
- Société(s) de distribution :
- Pays dorigine :  États-Unis
- Langue : anglais
- Format : Couleur
- Genre : Drame, romance saphique
- Lieux de tournage :
- Durée :
  - 98 minutes (1 h 38) version courte érotique
  - 134 minutes (2 h 14) version longue pornographique
- Dates de sortie :
  -  États-Unis : 5 septembre 2012

## Distribution
- Lily Carter : Anna
- Lily LaBeau : Jacky
- Ellis McIntyre : Alice
- Barbara : la grand-mère
- Alec Knight (es) : Steve
- Manuel Ferrara : Manuel
- Karlo Karrera : George
- Xander Corvus : Eric
- Liza Del Sierra
- Tiffany Doll
- Eric John
- Sarah Shevon
- Brian Street Team
- Ramon Nomar
- Mick Blue